# قائمة الإهانات العرقية
فيما يلي قائمة بالإهانات العرقية أو الألفاظ العرقية أو الصفات العرقية التي تم استخدامها أو تم استخدامها كتلميحات أو مزاعم حول أعضاء مجموعة عرقية أو عرقية معينة أو للإشارة إليهم بطريقة ازدرائية أو ازدراء أو إهانة بأي شكل آخر.
يمكن استخدام بعض المصطلحات الواردة أدناه (مثل "Gringo" و "Yank" وما إلى ذلك) في الكلام العرضي دون أي نية للتسبب في الإساءة. يختلف دلالة المصطلح وانتشار استخدامه كواصف ازدرائي أو محايد بمرور الوقت وبحسب الجغرافيا.
لأغراض هذه القائمة، فإن الإهانة العرقية هو مصطلح مصمم لإهانة الآخرين على أساس العرق أو العرق أو الجنسية. يتم سرد كل مصطلح متبوعًا ببلده أو منطقة استخدامه، وتعريف، وإشارة إلى هذا المصطلح.
يمكن أيضًا إنتاج الإهانات العرقية كصفة عنصرية من خلال الجمع بين إهانة للأغراض العامة واسم العرق، مثل «يهودي قذر»، «خنزير روسي»، إلخ. تشمل عوامل الإهانة الشائعة الأخرى «كلب» و «قذر» وما إلى ذلك. ومع ذلك، لم يتم تضمين هذه الشروط في هذه القائمة.